# 伊藤直樹
伊藤 直樹（いとう なおき、1971年 - ）は、クリエイティブディレクター、アーティスト、起業家。静岡県出身。

## 人物・来歴
静岡市立東豊田小学校、静岡市立東豊田中学校、東京都立小石川高等学校を経て、1995年に早稲田大学法学部を卒業。大学時代より、映画サークルなどで映像制作を始め、インターネットに没頭する。同年、株式会社アサツーディ・ケイ（略称：ADK、当時：旭通信社）に入社。株式会社ジーティー（略称：GT）クリエイティブディレクター、ワイデンアンドケネディ東京合同会社（略称：W+K Tokyo） エグゼクティブクリエイティブディレクターを経て、2011年株式会社パーティー（略称：PARTY）を共同設立。代表取締役を務める。2012年より京都芸術大学情報デザイン学科教授。2018年より『WIRED』日本版 クリエイティブディレクターに就任。WIRED Sci-Fiプロトタイピング研究所を設立。2021年、神山まるごと高専カリキュラムディレクターに就任。また、2019年より株式会社The Chain Museum（読み：ザ・チェーンミュージアム）取締役、2022年より株式会社KADOWSAN（読み：カドウサン）取締役。

## 略歴
1990年　東京都立小石川高等学校卒業
1995年　早稲田大学法学部卒業
1995年　株式会社アサツーディ・ケイ入社
2006年　株式会社ジーティー入社
2009年　ワイデンアンドケネディ東京合同会社入社　エグゼクティブクリエイティブディレクター就任
2011年　株式会社PARTY共同設立　代表取締役就任（2012〜）
2011年　経産省クールジャパンプロジェクト　クリエイティブディレクター
2011年　経産省クールジャパン官民有識者会議メンバー（〜2012）
2012年　京都芸術大学　情報デザイン学科教授就任
2014年　BaPAスクール開校　校長就任（2016年）
2014年　THE ONE SHOW国際ボードメンバー（〜2018）
2017年　事業構想大学院大学客員教授（〜2018）
2018年　株式会社CYPAR　設立・チーフクリエイティブオフィサー就任
2018年　WIRED日本版　クリエイティブディレクター就任
2019年　株式会社The Chain Museum設立　取締役就任
2020年　デジタルハリウッド大学　客員教授就任
2020年　株式会社スタジアムエクスペリメント設立　代表取締役就任
2021年　神山まるごと高専　カリキュラムディレクター就任
2022年　株式会社KADOWSAN設立　共同代表就任

## 受賞歴
- カンヌ国際クリエイティビティ祭 - 金賞5回、銀賞2回、銅賞7回
- アジアパシフィック広告祭 - グランプリ3回（三年連続）他多数
- London D&AD Yellow Pencil - 1回
- One show interactive - 金賞1回、銀賞3回、銅賞2回
- ニューヨークADC Hybrid Cube他
- ロンドン国際広告祭 - 金賞2回、銀賞3回、銅賞2回
- CLIO - 銅賞2回
- 東京インタラクティブアドアワード - グランプリ1回、金賞多数、ベストクリエイター1回
- Spikes Asia - 金賞多数

その他の国内賞においては、
- ACC CM Festival
  - 2009年 - TVCM部門 ゴールド / LOVE DISTANCE
- モバイル広告大賞
  - 2009年 - モバイルキャンペーン部門 最優秀賞 / Hange
  - 2008年 - マーケティング部門 入賞 / REC YOU
- Good Design Award
- 2008年 - コミュニケーションデザイン部門 / REC YOU
- 2007年 - コミュニケーションデザイン部門 / BIG SHADOW
- メディア芸術祭
  - 2011年 - 審査委員会推薦作品（エンターテイメント部門） /NIKE MUSIC SHOE
  - 2010年 - 優秀賞（エンターテイメント部門） /LOVE DISTANCE
  - 2008年 - 審査員推薦（エンターテイメント部門） / NIKEiD - if you were a boy,
  - 2008年 - 審査委員会推薦作品（アート部門） /REC YOU.
  - 2006年 - 審査員推薦（エンターテイメント部門） / Saab Saibu Tour

他、受賞多数。

## 作品
- ナイキ “蹴メ”（2003）
- Saab “Saabは、細部だ。”（2005）
- ナイキ “Nike Cosplay”（2006）
- マイクロソフト Xbox “BIG SHADOW”（2006）
- ソニー “REC YOU”（2007）
- ユニクロ “UNIQLO MARCH”（2008）
- 相模ゴム工業 “LOVE DISTANCE”（2008）
- ナイキ “NIKEiD - if you were a boy,” （2008）
- ナイキ “NIKE TASUKI TWITTER”（2009）
- ナイキ “NIKE RUN Fwd:”（2010）
- ナイキ “NIKE MUSIC SHOE”（2010）
- トヨタ自動車 “ToyToyota: Backseat Driver”（2011）
- ソニー “SCREEN STORY”（2011）
- OMOTE 3D SHASHIN KAN（2012）
- “Kanji City”（2013）
- 成田国際空港 “成田空港第3ターミナル”（2015）
- サンスター “GUM PLAY”（2016）
- 日本科学未来館 “常設展示リニューアル“（2016）
- Tokyo Midtown DESIGN TOUCH 2017 “でじべじ”（2017）
- メルカリ “上場広告”（2018）
- オートバックスセブン “A PIT AUTOBACS SHINONOME”（2018）
- 東京ミッドタウン “TOKYO MIDTOWN AWARDトロフィー”（2019）
- YouTube Originals “のんたれ”（2019）
- 森美術館『未来と芸術展』“2025年大阪・関西万博誘致計画案”（2019）
- 日本科学未来館 常設展示 “GANGU”（2019）
- I.S.T “From Yarn to the Summit”（2020）
- カルチャーコンビニエンスクラブ “コーポレートサイトのデザイン”（2020）
- 文化庁「CULTURE GATE to JAPAN」“TSUGI”（2021）
- 2021年 Futures In-Sight 展 “バック（キャスト）します。”（2021）
- UZABASE “丸の内オフィスのデザイン”（2022）

## 展覧会
- アド・ミュージアム東京 “NIKE COSPLAY” ニッポン広告史常設展示
- GYRE “OMOTE 3D SHASHIN KAN”（2012）
- ギンザ・グラフィック・ギャラリー “PARTY そこにいない。展”（2013）[25]
- 森美術館『未来と芸術展』“2025年大阪・関西万博誘致計画案”（2019）[26]
- Media Ambition Tokyo “GANGU”（2019）[27]
- 日本科学未来館 常設展示 “GANGU”（2019）[28]
- 羽田空港・成田空港 文化庁 Culture Gate to JAPAN “TSUGI”（2021）[29]
- 21_21 DESIGN SIGHT 企画展「2121年 Futures In-Sight」展 “バック（キャスト）します。“（2021）[30]

## 関連書籍
- gggBooks 106 パーティー（ISBN 978-4-88752-375-3）
- 「伝わる」のルール　体験でコミュニケーションをデザインする（ISBN 978-4844327684）
- インタラクティブ広告年鑑　JAPAN INTERACTIVE ADVERTISING ANNUAL ‐09（ISBN 978-4-8443-2655-7）
- 天野祐吉著 広告もかわったぇ。（天野氏との対談）（ISBN 978-4844326434）
- 記憶に残るウェブサイト（ISBN 978-4861005275）
- WEBキャンペーンのしかけ方（ISBN 978-4844323952）
- BRUTUS 『真似のできない仕事術』（ISBN 978-4838786374）

## 関連記事
- 朝日新聞デジタル「知らないものを、知らない人とつくりたい」[31]
- 「六本木未来大学」 第7回 「伊藤直樹さん、世界で通用するクリエイティブディレクションって何ですか？」講義レポート【前編】[32]
- 「六本木未来大学」 第7回 「伊藤直樹さん、世界で通用するクリエイティブディレクションって何ですか？」講義レポート【後編】[33]
- 東洋経済オンライン ｢神山まるごと高専｣名だたる企業が熱視線のワケ[34]

## 審査員歴
- 2006年
  - CLIOアワード　インタラクティブ部門　[35]
- 2007年
  - ニューヨークADC ハイブリッド部門・インタラクティブ部門[36]
  - ONE SHOW INTERACTIVE[37]
- 2008年
  - カンヌ国際広告祭 サイバー部門[38]
  - CLIOアワード　プリント・アウトドア・イノベーティブ・インテグレイティッド部門[39]
  - 東京インタラクティブアドアワード（TIAA）[40]
- 2009年
  - D&AD賞 Online Advertising / Digital Advertising Campaigns / Digital Innovations部門
  - The MOUSE Awards[41]
  - 東京インタラクティブアドアワード（TIAA）[42]
  - 札幌ADC[43]
  - Shenzhen Graphic Design Association GDC 09[44]
  - London International Awards / Digital Category[45]
- 2010年
  - ONE SHOW INTERACTIVE[46]
  - Tomorrow Awards[47]
  - 東京インタラクティブアドアワード（TIAA）[48]
  - London International Awards / Digital Category[49]
- 2011年
  - カンヌ国際広告祭 フィルムクラフト部門[50]
  - 東京インタラクティブアドアワード（TIAA）審査委員長[51]
  - 東京コピーライターズクラブ（TCC）
  - ACC CMフェスティバル　全日本シーエム放送連盟（ACC）[52]
  - モバイル広告大賞[53]
  - 福岡コピーライターズクラブ[54]
- 2012年
  - 東京インタラクティブアドアワード（TIAA）審査委員[55]
  - モバイル広告大賞[56]
  - my Japan Award[57]
- 2013年
  - モバイル広告大賞[58]
  - my Japan Award[59]
- 2014年
  - コードアワード[60]
  - my Japan Award[61]
- 201５年
  - The One Club　国際ボードメンバー[62]
  - コードアワード審査委員長[63]
  - my Japan Award[64]
- 2016年
  - The One Club　国際ボードメンバー[65]
  - コードアワード[66]
  - 東京コピーライターズクラブ　1次審査員[67]
  - my Japan Award[68]
- 2017年
  - コードアワード審査委員長[69]
  - 東京コピーライターズクラブ　1次審査員[70]
  - my Japan Award[71]
- 2018年
  - HKDA Global Design Awards　デジタル部門[72]
  - TOKYO MIDTOWN AWARD デザインコンペ[73]
  - コードアワード審査委員長[74]
  - 東京コピーライターズクラブ　1次審査員[75]
- 2019年
  - TOKYO MIDTOWN AWARD デザインコンペ[76]
  - 東京コピーライターズクラブ　1次審査員[77]
- 2020年
  - TOKYO MIDTOWN AWARD デザインコンペ[78]
  - 東京コピーライターズクラブ　1次審査員[79]
- 2021年
  - TOKYO MIDTOWN AWARD デザインコンペ[80]
- 2022年
  - ロンドンインターナショナルアワード クリエイティビティ・イン・ザ・メタバース部門[81]
  - TOKYO MIDTOWN AWARD デザインコンペ[82]